# San E
Jung San (hangeul: 정산), mieux connu sous son nom de scène San E (hangeul: 산이), né le 23 janvier 1985 à Incheon, est un rappeur sud-coréen signé sur le label Brand New Music. Il était auparavant signé chez JYP Entertainment, où il était le premier rappeur solo du label. Il est l'un des artistes hip-hop coréen les plus influents dans la musique coréenne actuelle,.

## Biographie
San E est né le 23 janvier 1985 à Incheon. À la suite de la crise économique asiatique de 1997, sa famille connait des difficultés financières et part vivre à Atlanta, Géorgie, aux États-Unis. Il a fréquenté l'Université de Géorgie, où il a étudié le design graphique.

## Carrière

### 2008-2009: Mixtapes et gloire underground
San E sort ses premières mixtapes, Ready To Be Signed et Ready To Be Famous respectivement en 2008 et en 2009. Pour attirer l'attention sur le fait qu'il sort lui-même sa musique, San E provoque humoristiquement le rappeur établi Verbal Jint dans l'une de ses chansons. Ce « clash » a attiré le regard de la communauté hip-hop coréenne sur lui et de Verbal Jint lui-même, qui a invité San E à faire partie de sa bande de hip-hop, Overclass,,.

### 2010-2012: JYP Entertainment etEverybody Ready?
Toujours signé sous aucun label, San E remporte le prix de la Meilleure chanson hip-hop aux Korean Music Awards de 2010 pour le morceau Rap Genius. Peu après, il devient le premier rappeur solo signé sous JYP Entertainment, l'un des labels faisant partie des « big three » de l'industrie de la K-pop. Ce septembre, il sort son premier mini album, Everybody Ready?, où des artistes de JYP comme Min (des Miss A), et Joo et Yeeun (des Wonder Girls) ont participé. Il a débuté quelques jours plus tard sur le show télévisé M! Countdown avec son single Tasty San, avec Min. En novembre, San E a commencé une nouvelle campagne de promotion pour son single LoveSick, où Sohee des Wonder Girls apparaît dans le clip.
En 2011, San E a sorti plusieurs singles, y compris Please Don’t Go, une collaboration avec le rappeur Outsider et le chanteur Lee Changmin (de 2AM). La chanson a atteint la 14e place sur le Gaon Digital Chart, faisant sa chanson la mieux classée lorsqu'il était chez JYP. Il a également collaboré cette année avec Verbal Jint, Beenzino, Swings et d'autres artistes sur le single Stand Up, Japan! dont les bénéfices ont été reversés au Japon après le tsunami de Tohoku.

### Depuis 2013: Brand New Music et top ten success
En avril 2013, San E termine son contrat avec JYP, annonçant qu'il quitte l'agence en bons termes. Il participera même en tant que juge à l'émission de télé-réalité Sixteen en 2015 créé par JYP et Mnet pour sélectionner les membres du groupe Twice. Ce juin, il rejoint le label hip-hop Brand New Music, où il y a déjà son ami d'Overclass Verbal Jint. San E vit pour la première fois la première place de sa chanson Story of Someone I Know sur le Gaon Digital Chart, qui est tirée de l'album 'Not' Based on the True Story,. Ses trois singles suivants, Where Did You Sleep? (feat. Verbal Jint et Swings), Break-Up Dinner (feat. Sanchez de Phantom), et What's Wrong With Me (feat. Kang Min Hee), ont tous atteint le top ten du Gaon Digital Chart,,.
Le succès de San E a continué avec le single A Midsummer Night's Sweetness, une collaboration avec Raina du girl group After School. La chanson a été un hit immédiat et a été no 1 sur dix charts rapidement après sa sortie. La chanson a continué à gagner des prix cette année au Gaon Chart K-Pop Awards, au MelOn Music Awards, et aux Seoul Music Awards,,. Son single suivant, Body Language (avec Bumkey), a aussi été un hit qui a dominé le Gaon Digital Chart et sept autres classements musicaux coréens en temps réel du haut de sa première place, et rapidement après sa sortie malgré sa classification +19,.
Le 1er juin 2017, il participe à l'écriture des paroles de Wannabe de Hyoyeon, sur laquelle il est en featuring.

## Discographie

### Albums studio
| Titre                  | Détails sur l'album                                                                                | Meilleure position | Ventes |
| Titre                  | Détails sur l'album                                                                                | COR                | Ventes |
| ---------------------- | -------------------------------------------------------------------------------------------------- | ------------------ | ------ |
| The Boy Who Cried Wolf | - Sortie: 23 avril 2015 - Label: Brand New Music, LOEN Entertainment - Formats: CD, téléchargement | 17                 | 1,816+ |

### EPs
| Titre                         | Détails sur l'album                                                                     | Meilleure position | Ventes                       |
| Titre                         | Détails sur l'album                                                                     | COR                | Ventes                       |
| ----------------------------- | --------------------------------------------------------------------------------------- | ------------------ | ---------------------------- |
| Everybody Ready?              | - Sortie: 13 septembre 2010 - Label: JYP Entertainment - Formats: CD, téléchargement    | 20                 | [pas de données disponibles] |
| 'Not' Based on the True Story | - Sortie: 21 novembre 2013 - Label: Brand New Music, LOEN - Formats: CD, téléchargement | 27                 | 1,000+                       |

### Chansons classées
| Année | Titre                                                | Meilleure position | Ventes                       | Album                          |
| Année | Titre                                                | COR                | Ventes                       | Album                          |
| ----- | ---------------------------------------------------- | ------------------ | ---------------------------- | ------------------------------ |
| 2010  | Tasty San (feat. Min)                                | 45                 | [pas de données disponibles] | Everybody Ready?               |
| 2010  | LoveSick                                             | 19                 | [pas de données disponibles] | Everybody Ready?               |
| 2011  | Someone's Dream (feat. So Hyang)                     | 48                 | [pas de données disponibles] | Dream High OST Pt. 3           |
| 2011  | Please Don't Go (feat. Outsider & Changmin)          | 14                 | 407,462+                     | single sans album              |
| 2011  | Wish U To Be Unhappy (feat. Bee de Rphabet)          | 54                 | 242,259+                     | single sans album              |
| 2011  | Big Boy (feat. Bee de Rphabet)                       | 39                 | 108,996+                     | single sans album              |
| 2013  | Story Of Someone I Know                              | 1                  | 1,139,790+                   | 'Not' Based on the True Story  |
| 2013  | Where Did You Sleep? (ft. Verbal Jint & Swings)      | 8                  | 570,537+                     | 'Not' Based on the True Story  |
| 2013  | Break-Up Dinner (feat. Sanchez de Phantom)           | 3                  | 608,340+                     | 'Not' Based on the True Story  |
| 2014  | What's Wrong With Me (feat. Kang Min Hee)            | 4                  | 952,054+                     | You're All Surrounded OST Pt.1 |
| 2014  | A Midsummer Night's Sweetness (feat. Raina)          | 1                  | 2,176,748+                   | single sans album              |
| 2014  | Body Language (feat. Bumkey)                         | 1                  | 727,872+                     | single sans album              |
| 2014  | Brand New Day (avec des artistes de Brand New Music) | 30                 | 100,723+                     | Brand New Year Vol.3           |
| 2015  | Coach Me (feat. Hyorin & Jooheon)                    | 16                 | 150,317+                     | No Mercy Part.1                |
| 2015  | On Top Of Your Head (feat. MC Gree)                  | 17                 | 122,579+                     | The Boy Who Cried Wolf         |
| 2015  | Me You (feat. Baek Ye-rin)                           | 2                  | 1,127,476+                   | The Boy Who Cried Wolf         |
| 2015  | Like Father, Like Son                                | 23                 | 143,833+                     | single sans album              |
| 2015  | Sour Grapes (avec Mad Clown)                         | 2                  | 774,942+                     | single sans album              |

## Filmographie

### Programmes télévisés
| Année | Titre                   | Notes                                                                                |
| ----- | ----------------------- | ------------------------------------------------------------------------------------ |
| 2015  | Running Man             | Invité à l'épisode 252.                                                              |
| 2015  | Show Me the Money 4     | Apparition durant la saison en tant que producteur dans la « Team Brand New Music ». |
| 2015  | Unpretty Rapstar (en)   | Présentateur de la saison 1.                                                         |
| 2015  | Unpretty Rapstar 2 (en) | Présentateur de la saison 2.                                                         |
| 2015  | Off to School (en)      | Membre du casting pour les épisodes 44-46.                                           |
| 2016  | Hip Hop Nation          | Co-présentateur avec Shin Dong Yup.                                                  |
| 2016  | Battle Trip             | Co-présentateur.                                                                     |

## Récompenses et nominations

### Gaon Chart K-Pop Awards
| Année | Catégorie                            | Travail nommé                              | Résultat |
| ----- | ------------------------------------ | ------------------------------------------ | -------- |
| 2013  | Chanson/Artiste de l'année (août)    | Story of Someone I Know                    | Lauréat  |
| 2014  | Chanson/Artiste de l'année (juillet) | A Midsummer Night's Sweetness (avec Raina) | Lauréat  |

### Golden Disk Awards
| Année | Catégorie                    | Travail nommé                              | Résultat   |
| ----- | ---------------------------- | ------------------------------------------ | ---------- |
| 2015  | Digital Bonsang              | A Midsummer Night's Sweetness (avec Raina) | Nomination |
| 2016  | Prix du Meilleur rap/hip-hop | The Boy Who Cried Wolf                     | Lauréat    |

### Korean Music Awards
| Année | Catégorie                 | Travail nommé | Résultat |
| ----- | ------------------------- | ------------- | -------- |
| 2010  | Meilleure chanson hip-hop | Rap Genius    | Lauréat  |

### MelOn Music Awards
| Année | Catégorie         | Travail nommé                              | Résultat   |
| ----- | ----------------- | ------------------------------------------ | ---------- |
| 2014  | Meilleure chanson | A Midsummer Night's Sweetness (avec Raina) | Nomination |
| 2014  | Hot Trend         | A Midsummer Night's Sweetness (avec Raina) | Nomination |
| 2014  | Rap/Hip-hop       | A Midsummer Night's Sweetness (avec Raina) | Lauréat    |
| 2014  | OST               | What's Wrong With Me?                      | Nomination |

### Mnet Asian Music Awards
| Année | Catégorie                 | Travail nommé                              | Résultat   |
| ----- | ------------------------- | ------------------------------------------ | ---------- |
| 2014  | Chanson de l'année        | A Midsummer Night's Sweetness (avec Raina) | Nomination |
| 2014  | Chanson de l'année        | Body Language                              | Nomination |
| 2014  | Meilleure performance rap | Body Language                              | Nomination |
| 2014  | Meilleure collaboration   | A Midsummer Night's Sweetness (avec Raina) | Nomination |
| 2015  | Chanson de l'année        | Me You                                     | Nomination |
| 2015  | Meilleure performance rap | Me You                                     | Lauréat    |

### Seoul Music Awards
| Année | Catégorie        | Travail nommé                              | Résultat |
| ----- | ---------------- | ------------------------------------------ | -------- |
| 2014  | Prix Hip-hop/rap | A Midsummer Night's Sweetness (avec Raina) | Lauréat  |
| 2016  | Prix R&B/ballade | San E                                      | Lauréat  |